# جيمس مكدونالد (سياسي أسترالي)
جيمس مكدونالد (بالإنجليزية: James McDonald)‏ هو سياسي أسترالي، ولد في 12 يناير 1877، وتوفي في 17 أكتوبر 1947. حزبياً، نشط في حزب العمال الأسترالي. وقد انتخب عضو مجلس النواب تسمانيا من الجمعية عن دائرة Division of Bass (state) ‏ (26 يونيو 1915 – 25 مارس 1916).